# Małko Kamenjane
Małko Kamenjane (bułg. Малко Каменяне) – wieś w Bułgarii, w obwodzie Kyrdżali, w gminie Krumowgrad. W 2024 roku liczyła 167 mieszkańców.